# Calhoun Falls
Calhoun Falls est une ville de l'État américain de Caroline du Sud, située dans le comté d'Abbeville. Lors du recensement de 2010, sa population s’élevait à 2 004 habitants.

## Démographie
| 1910 | 1920 | 1930  | 1940  | 1950  | 1960  |
| ---- | ---- | ----- | ----- | ----- | ----- |
| 296  | 807  | 1 759 | 1 832 | 2 396 | 2 525 |

| 1970  | 1980  | 1990  | 2000  | 2010  | - |
| ----- | ----- | ----- | ----- | ----- | - |
| 2 234 | 2 491 | 2 328 | 2 303 | 2 004 | - |